# Стадіо Маркантоніо Бентегоді
«Стадіо Маркантоніо Бентегоді» (італ. Stadio Marcantonio Bentegodi) — футбольний стадіон в Емполі, Італія, домашня арена футбольних клубів «К'єво» та «Верона»
Стадіон відкритий у 1963 році. 1989 року був реконструйований у рамках підготовки  до Чемпіонату світу з футболу 1990 року. Нині на стадіоні всі місця на трибунах мають накриття. У  2009 році дах стадіону був покритий фотогальванічними елементами, завдяки чому споруда забезпечена електроенергією. 2014 року стадіон вчергове реконструйовано.